# فریاد (نشریه)
فریاد یکی از نخستین روزنامه‌های منتشرشده در شهر ارومیه بود که نخستین شمارهٔ آن در روز چهارشنبه ۲۱ محرم ۱۳۲۵ هجری قمری برابر با ۲۱ فوریهٔ ۱۹۰۷ میلادی منتشر شد. این روزنامه در مطبعهٔ آمریکایی ارومیه به‌صورت هفتگی، در چهار صفحه و به قطع متوسط وزیری چاپ می‌شد و توزیع آن روزهای یکشنبه انجام می‌گرفت.
مدیریت کل روزنامه با میرزا حبیب ارومیه‌ای بود. میرزا محمود غنی‌زاده دیلمقانی به‌عنوان منشی اداره و میرزا عبدالعلی حرری دیلمقانی به‌عنوان ناظم اداره معرفی شده بودند. محل اداره در سرای حاج ابراهیم در ارومیه قرار داشت.

## خط‌مشی و محتوای نشریه
در سرمقالهٔ شمارهٔ نخست که با امضای «م. ع» منتشر شد، نویسنده با زبانی ادیبانه به شرح نیت انتشار روزنامه پرداخت و موضع سیاسی آن را مشخص کرد. فریاد خود را جریده‌ای ملی می‌دانست که خواهان سعادت ملت و ترقی ایران بر پایهٔ مشروطه بود. نویسندهٔ مقاله تأکید می‌کند که در آن زمان جریدهٔ فارسی مسلکی جز «طرفداری از ترقی ملت و استقلال دولت به‌طور مشروطه» ندارد.
از دیگر مطالب این شماره می‌توان به مقاله‌ای در تعریف واژهٔ «ملک» و بررسی مسلک‌های مختلف سیاسی در اروپا اشاره کرد. مضامین کلی روزنامه بیشتر بر محورهای سیاسی، اجتماعی و ملی قرار داشت.
در شمارهٔ دوم مقاله‌ای تحت عنوان «احتیاجات ارومیه بسیار است» منتشر شد که به مشکلات شهری و نارسایی‌های محلی ارومیه پرداخته بود. اشعاری با مضامین انتقادی و اجتماعی، اخبار محلی ارومیه و سلماس، و فعالیت‌های انجمن ولایتی نیز بخش‌هایی از محتوای روزنامه را تشکیل می‌داد.
در اعلامیه‌ای که در شمارهٔ دوم چاپ شد، مدیران روزنامه به واکنش اولیهٔ مردم نسبت به شمارهٔ نخست اشاره کردند و نوشتند که برخی از مردم، به‌سبب ناآشنایی با پدیدهٔ روزنامه، در دریافت آن تردید یا ترس نشان داده‌اند. ازاین‌رو، شمارهٔ نخست به‌صورت رایگان برای آشنایی اهالی به افراد مختلف اهدا شد و از شمارهٔ دوم دریافت آبونه الزامی اعلام گردید.

## شمارگان و توقف انتشار
بر اساس اطلاعات محمدعلی تربیت در دانشمندان آذربایجان، این روزنامه تا شمارهٔ ۲۳ ادامه یافته است. رضا براهنی نیز شمارهٔ ۲۲ آن را که به تاریخ ۲۷ شعبان ۱۳۲۵ قمری منتشر شده بود، در اختیار داشته است. از این اطلاعات برمی‌آید که شمارهٔ ۲۳ احتمالاً آخرین شماره بوده است.

## جایگاه در تاریخ مطبوعات
فریاد نخستین روزنامه‌ای بود که در ارومیه انتشار یافت و به‌همین‌سبب از اهمیت تاریخی برخوردار است. این روزنامه بازتاب‌دهندهٔ فضای فرهنگی و سیاسی دوران مشروطه در یکی از شهرهای شمال غربی ایران بود و با انتشار مطالبی در زمینهٔ حقوق مردم، آزادی مطبوعات و انتقادهای اجتماعی، سهمی در ترویج مفاهیم جدید اجتماعی و سیاسی در آن منطقه ایفا کرد.